# Jastrowie
Jastrowie este un oraș în Polonia.